# 兰涅特
兰涅特（1900年—1975年？），柬埔寨政治家、外交官。他于1955年1月至10月曾担任柬埔寨首相兼外交大臣。1956年至1957年担任柬埔寨驻苏联大使。1958年至1962年担任柬埔寨驻华大使。